# Movierecord
Movierecord es una empresa española cuya principal actividad comprende la gestión de la publicidad en las salas de cine.
Su actividad comenzó en 1954 dentro del Grupo Movierecord del que se emancipó en 1966 constituyéndose Movierecord Cine, S. A., dedicada al mercado publicitario de los "tráilers" previos al largometraje. En septiembre de 1999 Movierecord fue adquirida por Antena 3 Televisión.
En julio de 2012 Movierecord Cine S.A.U. fue vendida por Antena 3 a Oropéndola Comunicación S.L.U.
Actualmente comercializa la publicidad de 700 salas en España, de las cuales, 300 son digitales.

## Enlace exterior
- Página web de Movierecord
- Video de las cabeceras de Movierecord

- Datos: Q9035450